# Nižná Voľa
Nižná Voľa (ungarisch Alsószabados – bis 1907 Alsóvolya) ist eine Gemeinde im Osten der Slowakei mit 269 Einwohnern (Stand 31. Dezember 2024). Sie gehört zum Okres Bardejov, einem Kreis des Prešovský kraj, und wird zur traditionellen Landschaft Šariš gezählt.

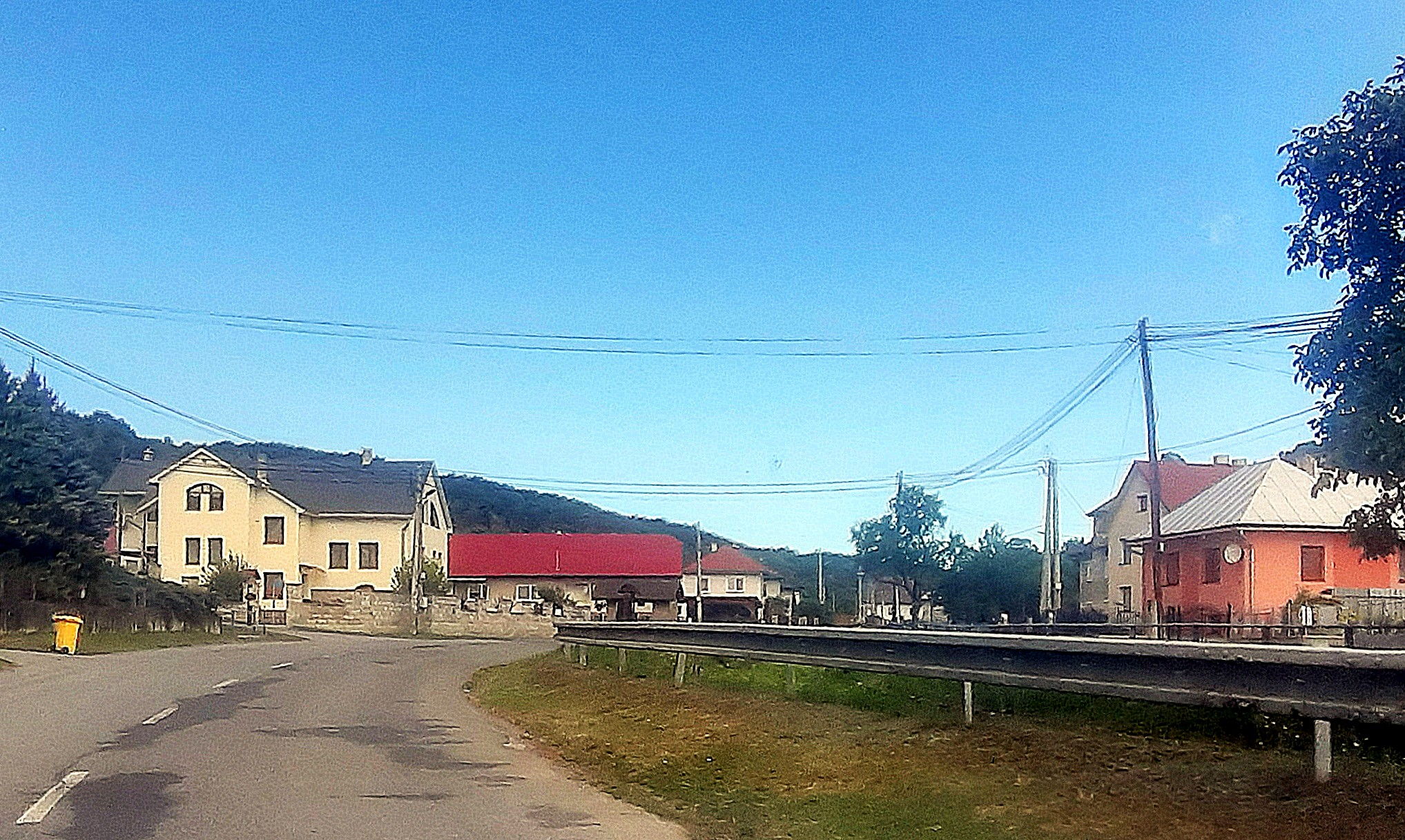
Nižná Voľa

## Geographie
Die Gemeinde befindet sich in den Niederen Beskiden, noch genauer im Bergland Ondavská vrchovina, am Bach Černošina im Einzugsgebiet der Topľa. Das Ortszentrum liegt auf einer Höhe von 341 m n.m. und ist 13 Kilometer von Bardejov entfernt (Straßenentfernung).
Nachbargemeinden sind Vyšná Voľa im Norden, Hankovce im Osten und Südosten, Oľšavce im Süden und Rešov im Westen und Nordwesten.

## Geschichte
Nižná Voľa wurde zum ersten Mal 1310 als Vola und war ab dem 15. Jahrhundert Untertanendorf der Stadt Bartfeld.
1787 hatte die Ortschaft 31 Häuser und 234 Einwohner, 1828 zählte man 40 Häuser und 314 Einwohner, die als Landwirte und Viehhalter beschäftigt waren. Um die Mitte des 19. Jahrhunderts und von 1880 bis 1910 gab es mehrere Auswanderungswellen.
Bis 1918 gehörte der im Komitat Sáros liegende Ort zum Königreich Ungarn und kam danach zur Tschechoslowakei beziehungsweise heute Slowakei. Nach dem Zweiten Weltkrieg pendelte ein Teil der Einwohner zur Arbeit in Industriebetriebe in Bardejov und Poprad, die Ackerböden wurden durch privat agierende Landwirte gepflegt.

## Bevölkerung
| Jahr                | 1994 | 2004     | 2014    | 2024    |
| ------------------- | ---- | -------- | ------- | ------- |
| Anzahl der Personen | 270  | 298      | 288     | 269     |
| Unterschied         |      | +10,37 % | −3,35 % | −6,59 % |

| Jahr                | 2023 | 2024 |
| ------------------- | ---- | ---- |
| Anzahl der Personen | 269  | 269  |
| Unterschied         |      | +0 % |

Nach der Volkszählung 2011 wohnten in Nižná Voľa 283 Einwohner, davon 278 Slowaken und ein Russine. Vier Einwohner machte keine Angabe zur Ethnie.
202 Einwohner bekannten sich zur römisch-katholischen Kirche, 48 Einwohner zur Evangelischen Kirche A. B., 29 Einwohner zur griechisch-katholischen Kirche und ein Einwohner zur orthodoxen Kirche. Bei drei Einwohnern wurde die Konfession nicht ermittelt.

## Bauwerke
- römisch-katholische Kirche Mariä Geburt im klassizistischen Stil aus den Jahren 1823–26

## Verkehr
Durch Nižná Voľa führt die Cesta III. triedy 3500 („Straße 3. Ordnung“) zwischen Bardejov (Anschluss an die Cesta II. triedy 545 („Straße 2. Ordnung“)) und Kuková (Anschluss an die Cesta I. triedy 21 („Straße 1. Ordnung“)), die nächsten Bahnanschlüsse sind die Haltestelle Kľušov und der Bahnhof Bardejov an der Bahnstrecke Kapušany pri Prešove–Bardejov.